# Barontoli
Barontoli è una località del comune di Sovicille, nella provincia di Siena.

## Storia
La tradizione vuole far risalire la storia del borgo all'epoca romana, tramandando la leggenda della presenza in loco di un tempio dedicato al dio Fauno e poi trasformato in chiesa dai primi cristiani con la dedicazione a san Pietro apostolo.
La prima testimonianza di Barontoli, tuttavia, risale al 730, anno in cui la chiesa del villaggio fu fatta rientrare nei possedimenti dell'abbazia di Sant'Eugenio di Siena, fondata quello stesso anno dai longobardi. Fu un priorato dell'abbazia e a questa venne nuovamente confermato nei diplomi del 4 giugno 1081 di Enrico IV e dell'8 agosto 1185 di Federico I.
Nel XV secolo è qui attestata la presenza di un castello, del quale tuttavia non è rimasta più traccia.
Nel 1833 Barontoli contava 477 abitanti.

## Monumenti e luoghi d'interesse

### Architetture religiose

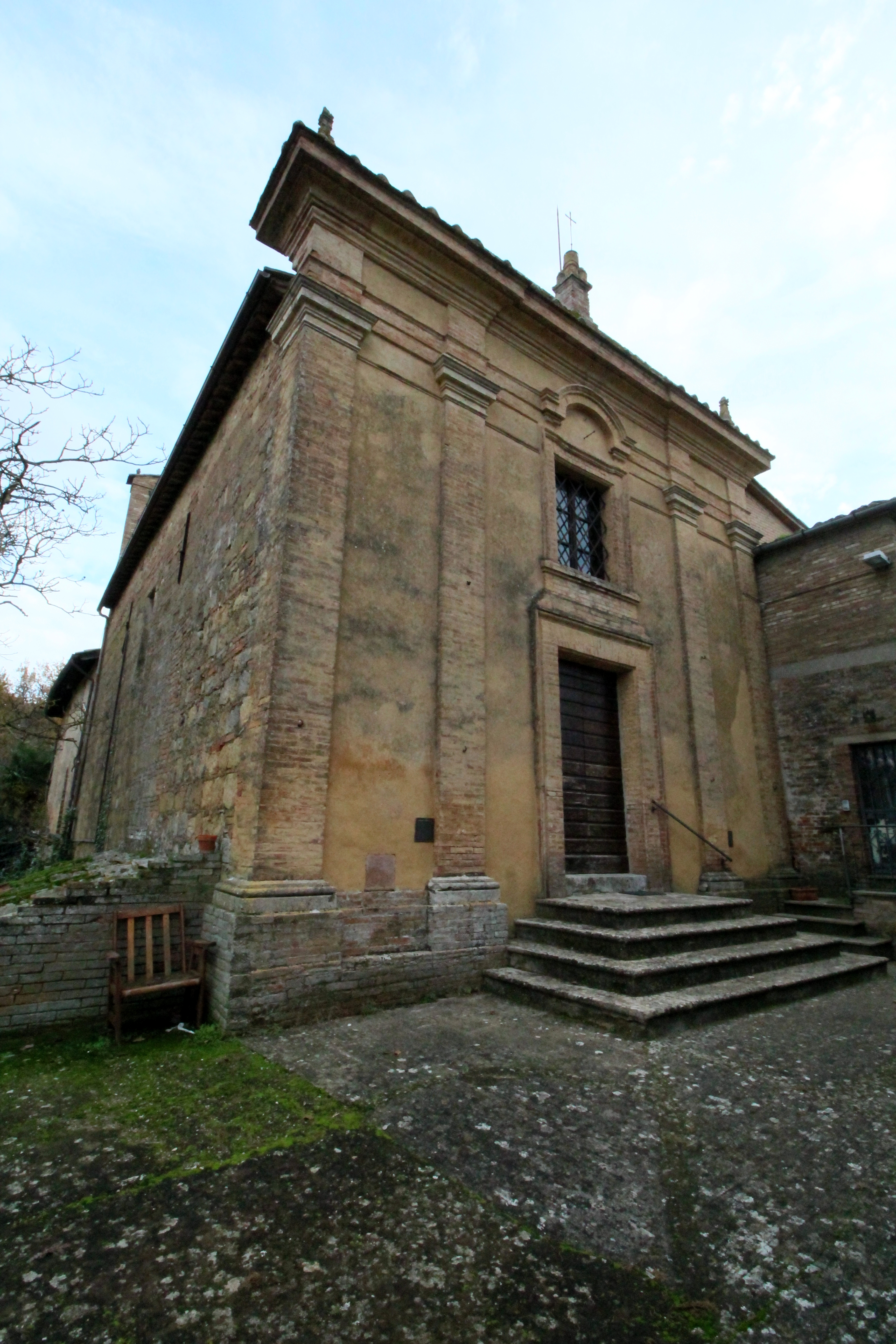
La chiesa di San Pietro

L'edificio di maggiore interesse del borgo è la parrocchiale chiesa di San Pietro, ricordata sin dall'VIII secolo. Dell'originaria struttura medievale rimangono alcune tracce nella parete sinistra esterna, in quanto fu soggetta a sostanziali modifiche nel corso del XVII secolo. La facciata, in stile neoclassico, risale al 1826.
Altre chiese minori situate nei dintorni e dipendenti dalla parrocchia di Barontoli sono la chiesa di Santa Lucia a Viteccio e la chiesa di Santo Stefano a Cerreto Selva. In località Poggio Salvi è situato un piccolo oratorio comunemente noto con il nome di "La Cappella".
Barontoli è inoltre servito da un proprio cimitero.

### Architetture civili
Al centro del borgo, di fronte alla chiesa, è situata una villa signorile del XVIII secolo. Altre importanti dimore padronali sono situate nei dintorni: le più importanti sono la villa di Viteccio e la villa di Linari.

## Società

### Tradizioni e folclore
Ogni anno, la prima domenica di agosto, si tiene a Barontoli il palio dei ciuchi, istituito nel 1977, e vi gareggiano le sette borgate del circondario di Barontoli: Carpineto, Casone, Cerreto Selva, Cove, Linari, Poggio Salvi e Prato.